# Eugene Chaplin
Eugene Anthony Chaplin (* 23. August 1953) ist ein in der Schweiz tätiger britischer Tontechniker und Dokumentarfilmer.

## Familie
Eugene Chaplin ist der fünfte Sohn des Schauspielers Charlie Chaplin und dessen vierter Ehefrau Oona O’Neill. Aus der Ehe stammen sieben weitere Kinder; Geraldine Chaplin, Michael Chaplin, Victoria Chaplin, Josephine Chaplin, Jane Chaplin, Annette Chaplin, Christopher Chaplin. Aus früheren Ehen seines Vaters stammen die Halbgeschwister, Norman Chaplin, Charles Chaplin junior sowie Sydney Chaplin.

## Persönliches
Eugene Chaplin ist mit Bernadette McCready verheiratet. 1982 kam die gemeinsame Tochter Kiera Chaplin zur Welt, die sich als Fotomodel einen Namen machte.

## Leben
Als Sohn eines Schauspielerehepaars kam Eugene, wie seine Geschwister, bereits früh mit dem Filmgeschäft in Kontakt. Eugene Chaplin wirkte in zahlreichen Filmen und Dokumentationen über seinen berühmten Vater mit. Er selbst setzte ihm mit dem Dokumentarfilm My Tribute ein Denkmal, den er anlässlich des 25. Todestages von Charlie Chaplin gemeinsam mit seiner Tochter Kiera drehte.
Eugene Chaplin war über sieben Jahre als künstlerischer Direktor des Circus Nock tätig. Daneben ist er Präsident des Internationalen Comedy Film Festival von Vevey und betreut das Chaplin's World – The Modern Times Museum, das 2016 im ehemaligen Schweizer Wohnsitz der Familie in Corsier-sur-Vevey eröffnet wurde.